# Демиденко, Василий Петрович
Василий Петрович Демиденко (укр. Василь Петрович Демиденко; 17 марта 1930, с. Нижняя Ланная, Карловский район, Полтавский округ, Украинская ССР, СССР — 17 марта 1998, Москва, Россия) — советский государственный и партийный деятель. Первый секретарь Кустанайского обкома КП Казахстана (1980—1988).

## Биография

### Образование
Украинец. Окончил Сталинский сельскохозяйственный техникум и поступил в Новосибирский сельскохозяйственный институт.
В 1959 окончил аспирантуру Казахской академии сельскохозяйственных наук. 
В 1970 в Всесоюзном сельскохозяйственном институте заочного образования защитил диссертацию на соискание учёной степени кандидата сельскохозяйственных наук. Тема диссертации: «Кулисы на парах и в посевах зерновых культур как средство накопления влаги и повышения урожаев яровой пшеницы в Северном Казахстане».

### Трудовая деятельность
С 1947 года работал участковым агрономом, с 1950 главный агроном совхоза, с 1955 года возглавлял различные зерносовхозы. Член КПСС с 1955.
С 1958 года первый секретарь Шортандинского райкома партии Акмолинской области.
С 1960 года заместитель министра совхозов Казахской ССР.
С 1961 года — секретарь Целинного крайкома Коммунистической партии Казахстана, затем в 1963–1964 годах — секретарь Целиноградского сельского обкома, в 1964–1965 годах — первый секретарь Целиноградского обкома Коммунистической партии Казахстана. С ноября 1965 по апрель 1981 года — первый секретарь Северо-Казахстанского, затем с апреля 1981 по 1988 год — первый секретарь Кустанайского обкома Коммунистической партии Казахстана.
Член ЦК КПСС (1977–1989), кандидат – с 1971 года. Депутат Верховного совета СССР: Совета Национальностей от Казахской ССР (7—8 созыв, 1966—1974), Совета Союза от Северо-Казахстанской (9—10 созыв, 1974—1984) и Кустанайской (11 созыв, 1984—1989) областей.
С 1988 года на пенсии.

## Награды и звания
- Герой Социалистического Труда (24.12.1976)
- пять орденов Ленина (11.01.1957, 19.04.1967, 10.12.1973, 24.12.1976, 14.03.1980[7])
- орден Октябрьской Революции (27.08.1971)
- медали.